# Jüdische Gemeinde Fritzlar
Die Geschichte der Jüdischen Gemeinde in der nordhessischen Stadt Fritzlar (Schwalm-Eder-Kreis) reicht weit ins Mittelalter zurück, ist punktuiert von der mindestens dreimaligen Vertreibung oder Vernichtung der Gemeinde und endete während der NS-Zeit.

## Gemeindegeschichte bis 1933
Eine jüdische Gemeinde bestand in Fritzlar schon im Mittelalter. Man geht heute davon aus, dass die erste Ansiedlung von Juden in Fritzlar vermutlich schon im Jahre 1096 erfolgte. Die während der Amtszeit des Mainzer Erzbischofs Adalbert I. von Saarbrücken (1111–1137) im Zuge des Neuaufbaus der Stadt angelegte „Judengasse“ deutet an, dass zu dieser Zeit bereits eine größere Zahl in der Stadt lebte und wohl auch in einer besonderen Gasse zu wohnen hatte. Um 1200 ist beurkundet, dass der Stadtherr, der Mainzer Erzbischof, von den Juden der Stadt Steuern erhob, das so genannte Judenregal. Auch im Jahre 1336 ist eine derartige Besteuerung der Fritzlarer Juden bezeugt: Erzbischof Balduin von Trier, Administrator des Erzbistums Mainz, wies seine Zinsen auf diese Steuer an den Burgmann Konrad III. von Falkenberg als Sicherheit für geschuldete Summen. Die jüdischen Familien wohnten insbesondere oder gar ausschließlich in der damaligen „Judengasse“ (der heutigen Martinsgasse), die 1344, 1367 und 1387 genannt wird. Sie befand sich in dem Teil der Altstadt, der in der ersten Hälfte des 13. Jahrhunderts, nach der Zerstörung durch Konrad von Thüringen im Jahre 1232, ausgebaut wurde, zwischen der heutigen Kasseler Straße und der Jordansgasse. Diese Gemeinde wurde während der so genannten Pestpogrome 1348/49 vertrieben oder vernichtet.
Erst 30 Jahre später, im Jahre 1379, werden wieder Juden in der Stadt genannt. Eine Urkunde von 1393 besagt, dass die Juden wie seit Alters her als Mitbürger gelten und weiterhin gelten sollen. 1426 wird ein „Judenborn“ erwähnt, was darauf hindeutet, dass Juden ihr Wasser nicht aus dem gleichen Brunnen holen durften wie die christlichen Einwohner. 1463 erhielt die 1280 gegründete und bis ins 16. Jahrhundert rechtlich selbständige Fritzlarer Neustadt das Recht, Juden aufzunehmen. Aber schon 1467 kam es zu einem erneuten Konflikt zwischen der Stadt und der jüdischen Bevölkerung, und nach 1469 verließen die meisten von ihnen die Stadt, obwohl Erzbischof Adolf II. von Mainz erst im nächsten Jahr die formale Ausweisung aller Juden aus dem Gebiet seines Erzstifts verfügte. Noch im Jahre 1470 wird jedoch ein Sofer (Toraschreiber) namens Isaak genannt, der die Fritzlarer Judenschaft als Gemeinde („Kehillah“) bezeichnete. In den folgenden Jahrhunderten lebten nur wenige jüdische Familien in Fritzlar: 1648 sechs Familien, 1676/79 drei Familien, 1744 eine Familie.
Erst im 19. Jahrhundert kam es zur Neugründung einer jüdischen Gemeinde, die dann allerdings recht schnell anwuchs. Noch 1804 gab es erst elf jüdische Einwohner in vier Familien. 1827 waren es bereits 110, d. h. 3,8 % von insgesamt 2.882 Einwohnern. Die weitere Entwicklung war wie folgt:
| Jahr | Einwohner, gesamt | Jüdische Einwohner | Anteil in Prozent |
| ---- | ----------------- | ------------------ | ----------------- |
| 1827 | 2.882             | 110                | 3,8 %             |
| 1861 | 2.869             | 108                | 3,8 %             |
| 1871 | 2.925             | 131                | 4,5 %             |
| 1885 | 3.239             | 163                | 5,0 %             |
| 1890 | 3.232             | 146                | 4,5 %             |
| 1905 | 3.448             | 148                | 4,3 %             |
| 1925 | 3.888             | ca. 150            | ca. 3,9 %         |
| 1932 | 4.200             | 140                | 3,3 %             |
| 1933 | 4.239             | 128                | 3,0 %             |
| 1939 | 6.468             | 30                 | 0,5 %             |
| 1942 | …                 | 0                  | 0,0 %             |

Die Mehrheit der Gemeindemitglieder war im Handel und Kleingewerbe beschäftigt, aber es gab auch eine Anzahl akademisch ausgebildeter Fachleute wie Ärzte und Zahnärzte. Interessant ist, dass im Jahre 1821 ein aus Fritzlar stammender Jude, Joseph Rubino, in Marburg promovierte und an der dortigen Philipps-Universität als Privatdozent zugelassen wurde, ohne Taufe aber nicht Professor werden durften.
Die Gemeinde war nicht in allen Fragen einer Meinung, und Teile derselben neigten zu einer weniger orthodoxen Auslegung ihres Glaubens. Dem 1830 berufenen Kreisrabbiner der Kreise Fritzlar und Melsungen, Mordechai Wetzlar (1801–1878), war die jüdische Gemeinde in Fritzlar zu liberal, und daher zog er es vor, im 9 km entfernten Städtchen Gudensberg zu residieren. In der Mitte des 19. Jahrhunderts kam es sogar vorübergehend zu einer Spaltung der Gemeinde. Radikale Reformer aus etwa 20 vermögenden Familien wollten 1849 eine eigene Gemeinde gründen mit eigenem Kultus und unter Ablehnung von Kabbala und Talmud. Sie nannten sich „Neue Religionsgesellschaft“ und beriefen einen eigenen Lehrer. Dies wurde jedoch vom Landesrabbinat und der kurhessischen Regierung nicht anerkannt. 1851 gelang es dem Vorsteher der Gemeinde, dem Kaufmann David Stern, die Neue Religionsgesellschaft wieder in die Gemeinde einzubinden.

### Nachbarorte

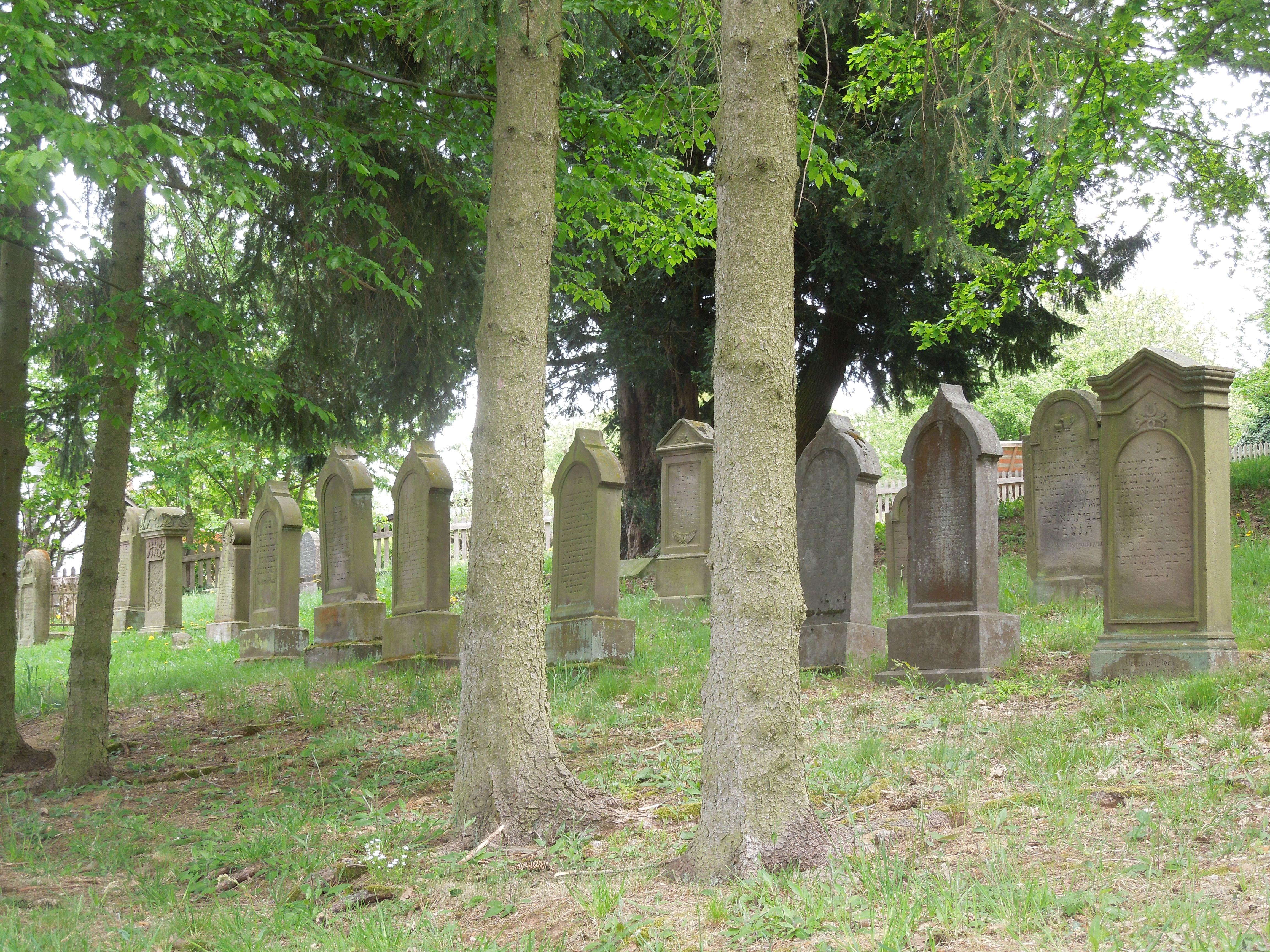
Der jüdische Friedhof in Ungedanken (2015)

Zur jüdischen Gemeinde von Fritzlar gehörten auch die wenigen in den benachbarten Dörfern Cappel und Wabern lebenden jüdischen Einwohner. In Cappel waren es im Jahre 1835 zwei, 1861 neun und 1905 acht Personen; in Wabern lebten 1861 zwei und 1911 elf jüdische Bewohner. Seit der Mitte des 19. Jahrhunderts zählten auch die in Obermöllrich lebenden Juden zur Gemeinde in Fritzlar; dies waren 26 im Jahre 1835 und 33 im Jahre 1861.
Die jüdische Gemeinde im nahen Ungedanken war im 19. Jahrhundert recht groß (1861 sind 74 Juden beurkundet) und selbstständig; sie hatte seit 1864 ihre eigene Synagoge, Schule und Friedhof. Gegen Ende des 19. und zu Anfang des 20. Jahrhunderts schrumpfte diese Gemeinde jedoch durch Auswanderung und Umzug, vor allem nach Fritzlar und Kassel, erheblich, so dass schon 1915 nur noch zwei jüdische Familien im Dorf zu finden waren.

## Einrichtungen
Von einer Synagoge in Fritzlar ist im Mittelalter und der frühen Neuzeit nichts bekannt, und noch im 18. Jahrhundert fanden die Gottesdienste in einem Betsaal in einem Privathaus statt. Eine Mikwe, ein rituelles Bad, bestand jedoch und beweist die Existenz einer Gemeinde mit eigenen Einrichtungen.

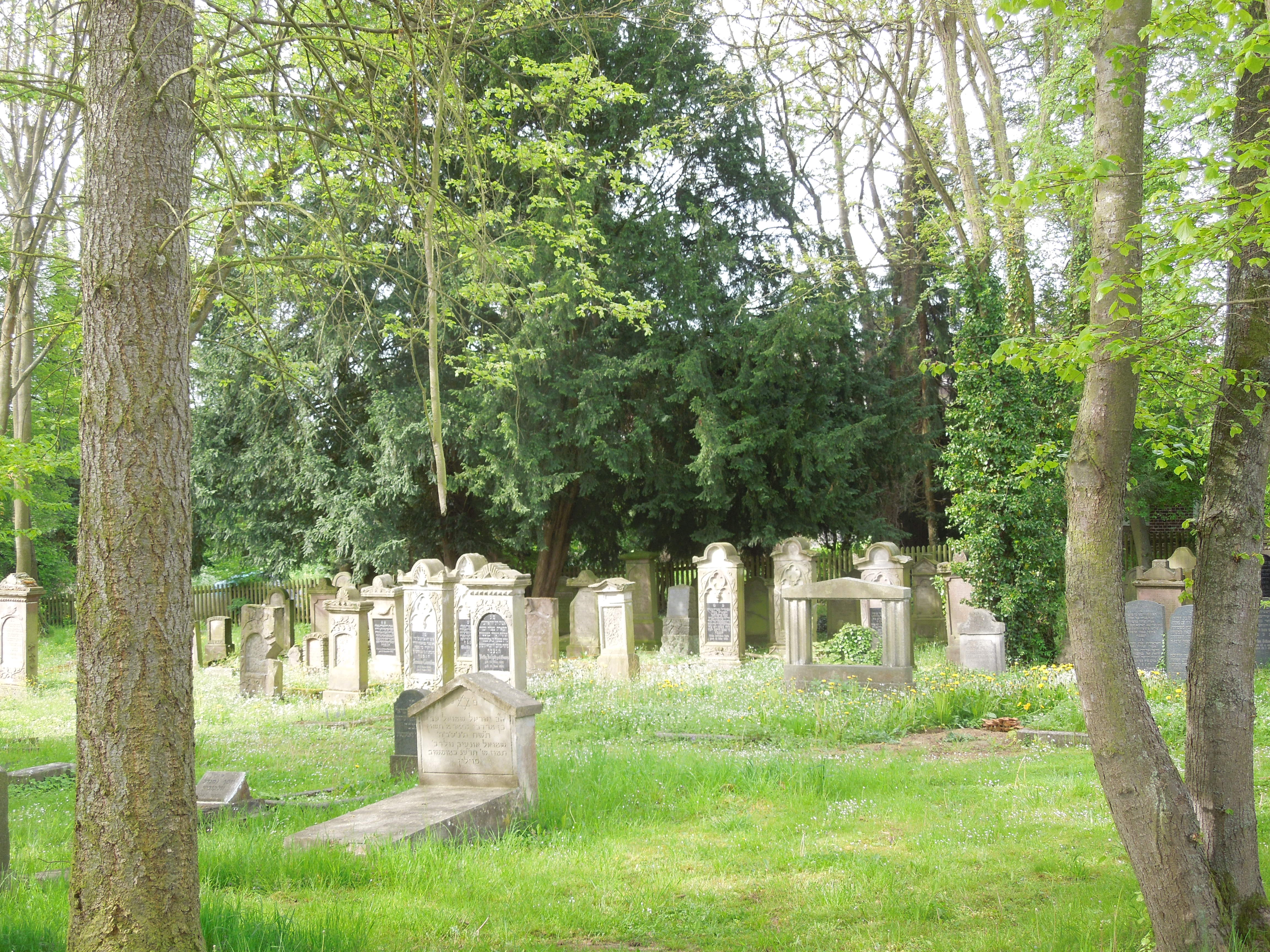
Der jüdische Friedhof am Schladenweg in Fritzlar (2015)

Mindestens seit 1827 hatte die Gemeinde dann jedoch eine eigene Synagoge und seit 1868 auch ihre eigene jüdische Religions- bzw. Elementarschule. Das Gebäude stand in der Unteren Nikolausstraße und beherbergte die Schule im Erdgeschoss und den Betsaal im Obergeschoss. Ein Jüdischer Friedhof bestand bereits seit 1733 am heutigen Schladenweg. Bemerkenswert ist, dass der Fritzlarer Bürgermeister, nachdem aufgrund des kurhessischen Religionsgesetzes vom 29. Oktober 1848 Friedhöfe für alle Konfessionen gemeinsam angelegt werden konnten bzw. sollten, bei der Oberen Verwaltungsbehörde des Bezirks Fritzlar den Antrag stellte, der jüdischen Gemeinde wegen ihrer besonderen rituellen Bedürfnisse nicht nur ihren eigenen Friedhof zu belassen, sondern auch einer Erweiterung zuzustimmen. Dies wurde erlaubt. Der Friedhof wurde 1943 erheblich verwüstet, aber nach 1945 von der Stadtverwaltung wieder instand gesetzt. Die Friedhofsfläche umfasst 48 Ar. Insgesamt sind dort heute 153 Grabsteine (Mazewa) vorhanden, die aus der Belegzeit von 1733 bis 1937 und 1947/48 stammen. (Die dort 1947/48 bestatteten Menschen waren in dem nach Kriegsende in der Watter-Kaserne eingerichteten DP-Lager Fritzlar verstorben.)
Der von der Gemeinde angestellte Lehrer war zugleich Vorbeter und Schochet (Schlachter). Um 1925 wurde die Elementarschule von 16 Kindern besucht, 1932 noch von 11 Kindern in vier Klassen. An Vereinen gab es den 1843 gegründeten Israelitischen Frauenverein, den Alten Männerverein und den Jungen Männerverein (1932 nur noch den Israelitischen Männerverein), und den 1896 ins Leben gerufenen Verein „Humanität“, dessen Aufgabe die Unterstützung hilfsbedürftiger und erkrankter Gemeindemitglieder war.

## Neue Synagoge
Die alte Synagoge in der Nikolausstraße war um 1890 in einem derart schlechten Zustand, dass die Gemeinde den Bau einer neuen Synagoge und eines neuen Schulhauses plante. David Meyerhoff, 40 Jahre lang Gemeindeältester der jüdischen Gemeinde Fritzlar und Kreisvorsteher des Kreises Fritzlar, ersuchte daher in einer Eingabe an das Regierungspräsidium in Kassel am 3. September 1893 um die Genehmigung zum Bau einer neuen Synagoge. Der Landrat in Fritzlar wurde im November 1893 vom Regierungspräsidium beauftragt, den Bau in die Wege zu leiten. Gleichzeitig wurde der Gemeinde eine Frist von sechs Wochen gesetzt, das Schulgebäude in einen akzeptablen Zustand zu setzen. Da die Gemeinde wohlhabend und schuldenfrei war, sollte sie die Kosten selbst tragen. Dennoch dauerte es eine geraume Zeit, ehe sich die Gemeinde, auch auf Druck des Regierungspräsidiums und des Landrats, auf ein geeignetes Baugrundstück, an der Stelle der ehemaligen „Kleinen Kurie in der Holzgasse“ („curia parva in der Holzgassen“), an der Nordostecke von Holzgasse (heute Neustädter Straße) und Judengasse einigen und dies erwerben konnte.

### Bau
Am 10. Juli 1896 war die Grundsteinlegung. Das neue Schulhaus in der Nikolausstraße, Ecke Judengasse, dessen Grundstück hinten an das der neuen Synagoge grenzte, stand bereits im Rohbau. Am 30. Juni 1897 wurde die Synagoge durch den Bezirksrabbiner Isaak Prager aus Kassel eingeweiht. Die städtischen Behörden, Kirchen und Bevölkerung nahmen regen Anteil an der Feierlichkeit, und die Stadt hatte Girlanden und Flaggenschmuck angelegt. Die Torarollen wurden in feierlicher Prozession von der alten zur neuen Synagoge getragen.
Der neue Bau war ein massives zweistöckiges Sandsteingebäude im neuromanischen Stil mit Satteldach und rechteckigem Grundriss. Er war zweifellos der von Albrecht Rosengarten in Kassel erbauten Synagoge stilistisch nachempfunden. Das Portal an der westlichen Giebelseite zur Holzgasse und alle Fenster hatten große Rundbögen. Die Synagoge war einschiffig, mit einer Frauenempore. Die Südfassade zur Judengasse war durch zwei kleinere Giebel gegliedert. Hinter der Synagoge stand die inzwischen fertiggestellte Schule, mit Eingang von der Nikolausstraße her; der Schulhof lag zwischen den beiden Gebäuden.

### Zerstörung

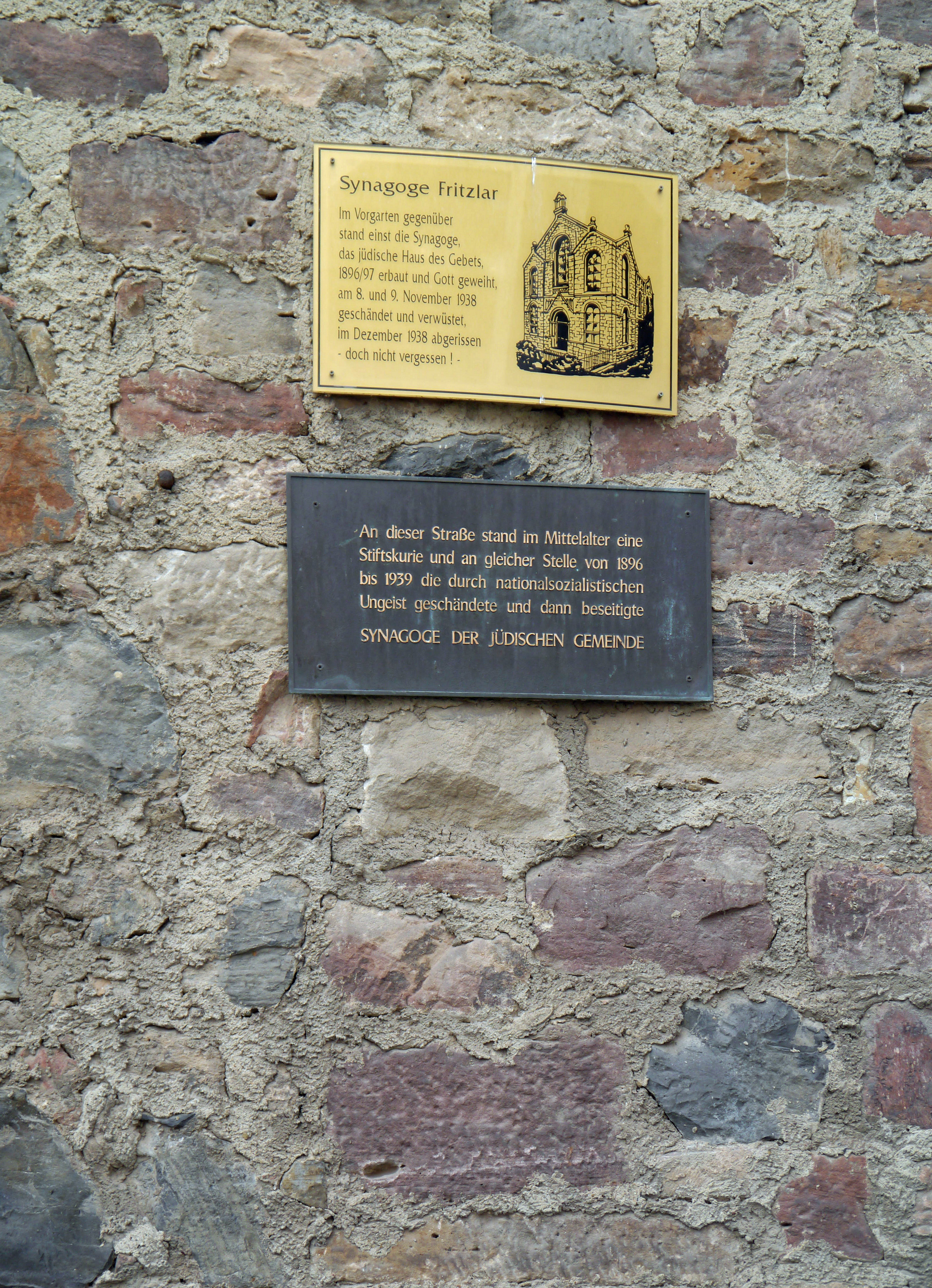
Gedenktafel an der Stiftsbezirksmauer gegenüber der ehemaligen Synagoge

Am späten Abend des 8. November 1938, während der von der NSDAP organisierten Novemberpogrome 1938, kam es zu gewalttätigen Ausschreitungen gegen jüdische Einwohner der Stadt und zu einem schweren Anschlag auf die Synagoge. Dabei taten sich mehrheitlich aus benachbarten Dörfern herbeigekarrte Leute hervor, sowie eine Anzahl in Zivilkleidung agierender SA- und SS-Angehöriger aus Arolsen, unterstützt durch örtliche NSDAP und SA-Männer (und am nächsten Morgen auch durch die Hitlerjugend; Fritzlarer SA-Männer wurden ebenfalls ortsfremd in Homberg, Zwesten und Ungedanken eingesetzt, um die dortige jüdische Bevölkerung zu drangsalieren). Zunächst plünderten und verwüsteten sie Geschäfts- und Wohnhäuser jüdischer Bürger und misshandelten diejenigen, die sich nicht rechtzeitig bei mitfühlenden Einwohnern in Sicherheit bringen konnten. Dann brachen sie die Synagoge und die Schule auf, zerstörten die Inneneinrichtung, plünderten, und beschmierten die Wände. Die Torarollen wurden herausgezerrt und auf der abschüssigen Straße hinuntergerollt; am nächsten Morgen fuhren Hitlerjungen mit ihren Fahrrädern kreuz und quer über sie hinweg. In der Synagoge wurde Feuer gelegt, aber sie brannte nicht ab, obwohl die Feuerwehr nicht einschritt.
Obwohl das Gebäude durchaus nicht irreparabel beschädigt war, verfügte die Regierung den Abbruch, der Ende Februar 1939 abgeschlossen war. Heute erinnert eine Gedenktafel an der gegenüberliegenden Mauer an die verschwundene Synagoge.
Zwischen 10 und 15 jüdische Einwohner wurden noch in der gleichen Nacht oder am folgenden Morgen in so genannte Schutzhaft genommen, im Bahnhofsgebäude eingesperrt und dann in Konzentrationslager, zumeist nach Buchenwald, gebracht, später allerdings (nach Entrichtung der Reisekosten) wieder freigelassen.

## Untergang der Gemeinde
Schon ab 1933 zog ein Teil der jüdischen Gemeinde auf Grund der zunehmenden Entrechtung und Repressalien durch die neue Regierung und die örtlichen Behörden weg oder wanderte aus. Bis zum Jahresende 1935 hatten bereits 30 Juden die Stadt verlassen. 1936 und 1937 zogen weitere 36 fort, zumeist in die Vereinigten Staaten. Die Ereignisse vom 8./9. November 1938 führten dann zu einer verstärkten Ab- und Auswanderung, soweit das noch möglich war. 1939 gab es nur noch 30 jüdische Einwohner in Fritzlar. Die letzten wurden 1941/42 in den drei großen Deportationsaktionen der verbliebenen Juden aus den Altkreisen Ziegenhain, Melsungen und Fritzlar-Homberg nach Riga, Majdanek und Theresienstadt deportiert und in den Vernichtungslagern ermordet; unter ihnen waren der letzte Vorbeter und Lehrer der Gemeinde, Gustav Kron, und seine Frau. Von den in Fritzlar geborenen und/oder längere Zeit dort wohnhaften jüdischen Menschen kamen in der NS-Zeit mindestens 43 ums Leben; die älteste war 1869, der jüngste 1932 geboren.
Heute erinnern nur noch der große jüdische Friedhof am Schladenweg, einige Gassennamen (z. B., „Judengasse“, „Jordan“) in der Altstadt und eine Gedenktafel am Ort der zerstörten Synagoge sowie die erst kürzlich entworfenen sogenannten Stolpersteine (Pflastersteine mit einer Messingplatte, auf denen die Namen der ermordeten Juden eingraviert wurden) an diese ehemaligen Mitbürger.